# هيئة السلام

رمز فرق السلام

فرق السلام أو هيئة السلام (بالإنجليزية: Peace Corps )‏ هو برنامج تنمية تديره حكومة الولايات المتحدة الأميركية ووكالة حكومية تحمل نفس الاسم. رسالة منظمة فرق السلام تتضمن ثلاثة أهداف: تقديم المساعدة التقنية، ومساعدة الناس خارج الولايات المتحدة على فهم الثقافة الأمريكية، ومساعدة الأمريكيين على فهم ثقافات الدول المختلفة حول العالم.
تعمل فرق السلام على التنمية الاجتماعية والاقتصادية بصورة عامة. يجب أن يحمل المشارك (أي متطوع فرق السلام أو PCV, Peace Corps Volunteer بالإنجليزية) الجنسية الأميريكية وعادة يكون حاصل على شهادة جامعية. يعمل المتطوع في الخارج لمدة 24 شهر بالإضافة إلى 3 شهور للتدريب. يعمل المتطوعون مع حكومات ومدارس ومنظمات غير ربحية ورواد في التعليم والإطعام والتجارة وتقنية المعلومات والزراعة والبيئة. بعد 24 شهرا من الخدمة، يستطيع المتطوعون أن يطلبوا تمديد مدة خدمتهم.
تأسست فرق السلام في 1 مارس 1961 بأمر تنفيذي وسمحه الكونغرس الأمريكي 22 سبتمبر 1961 مع تمرير القنون فرق السلام (Peace Corps Act).

## حول العالم
تأسس فيلق السلام في سنة 1961، وقد خدم أكثر من 200,000 متطوع في 139 بلد مختلف منذ ذلك التاريخ.

### الشرق الأوسط وشمال أفريقيا
تتواجد فرق السلام في دولتين عربيتين اليوم وهما الأردن والمغرب. اسم المنظمة مترجم بشكلين مختلفين هما «فرق السلام» في الأردن و«هيئة السلام» في المغرب. وبالإضافة إلى الأردن والمغرب، خدم متطوعو فرق السلام في الشرق الأوسط وشمال وشرق أفريقيا لاسيما في الدول التالية: تونس وليبيا واليمن وعُمان وإيران وإريتريا وإثيوبيا.